# Свинья Альбрехта Дюрера

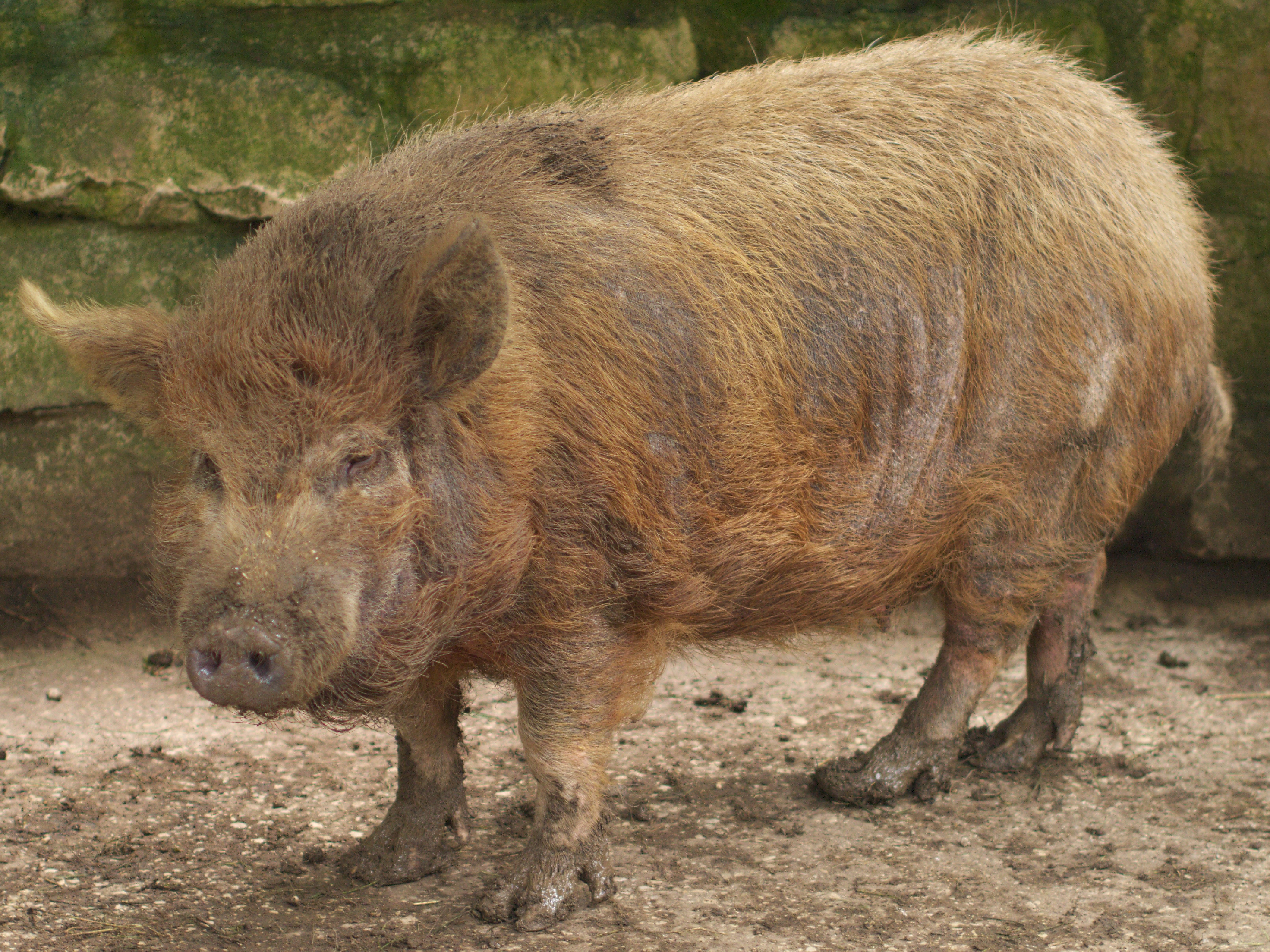
Свинья Альбрехта Дюрера в лесопарке Гундсгаптен, Форхгайм, Верхняя Франкония

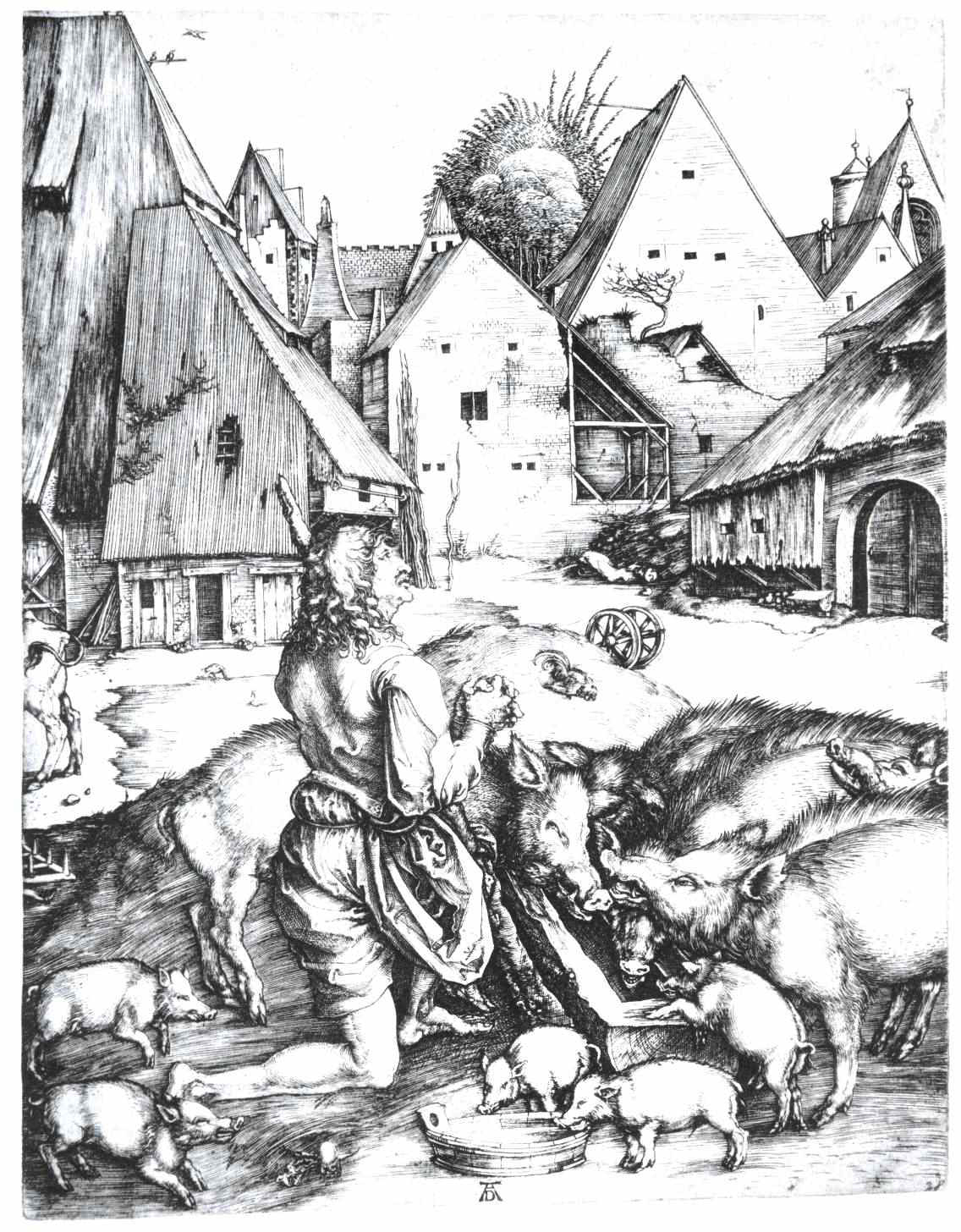
Изображение средневековой домашней свиньи на гравюре Альбрехта Дюрера «Блудный сын» (ок. 1496)

Свинья Альбрехта Дюрера (нем. Albrecht-Dürer-Schwein) — порода домашних свиней, выведенная в конце XX века путём обратной селекции для воссоздания свиней времён Средневековья. При выведении селекционеры опирались на рисунки и гравюры немецкого художника Альбрехта Дюрера.

## История
В ходе дальнейшей селекции тип домашних свиней, существовавший во времена Средневековья, вымер. О том, как выглядели домашние свиньи в то время, можно узнать благодаря немецкому художнику Альбрехту Дюреру, который реалистично воссоздал тогдашних домашних свиней на многих своих рисунках и гравюрах. Опираясь на произведения Дюрера, селекционеры смогли вывести домашнюю свинью времён Средневековья  из современной породы так называемых слепых свиней (Blindschweinen) .
Сегодня свинью Альбрехта Дюрера держат преимущественно в зоопарках, чтобы продемонстрировать посетителям внешний вид домашней свиньи около 1500 года. Некоторые экземпляры этой породы можно увидеть, например, в лесопарке Хундсгаптен в районе Форхгайм, Верхняя Франкония или в Франконском музее под открытым небом в Бад-Виндсхайме.

## Ссылка
- Свинья Альбрехта Дюрера на сайте zootierliste.de